# Сан-Рамон (Калифорния)
Сан-Рамон — город в штате Калифорния (США). Входит в «область залива Сан-Франциско». Его население увеличилось с 22 356 человек в 1980 году до 51 027 в 2005.
В городе находятся штаб-квартиры компаний AT&T и Chevron.
В 2001 году город назван одним из самых экологически чистых в США (Tree City USA).

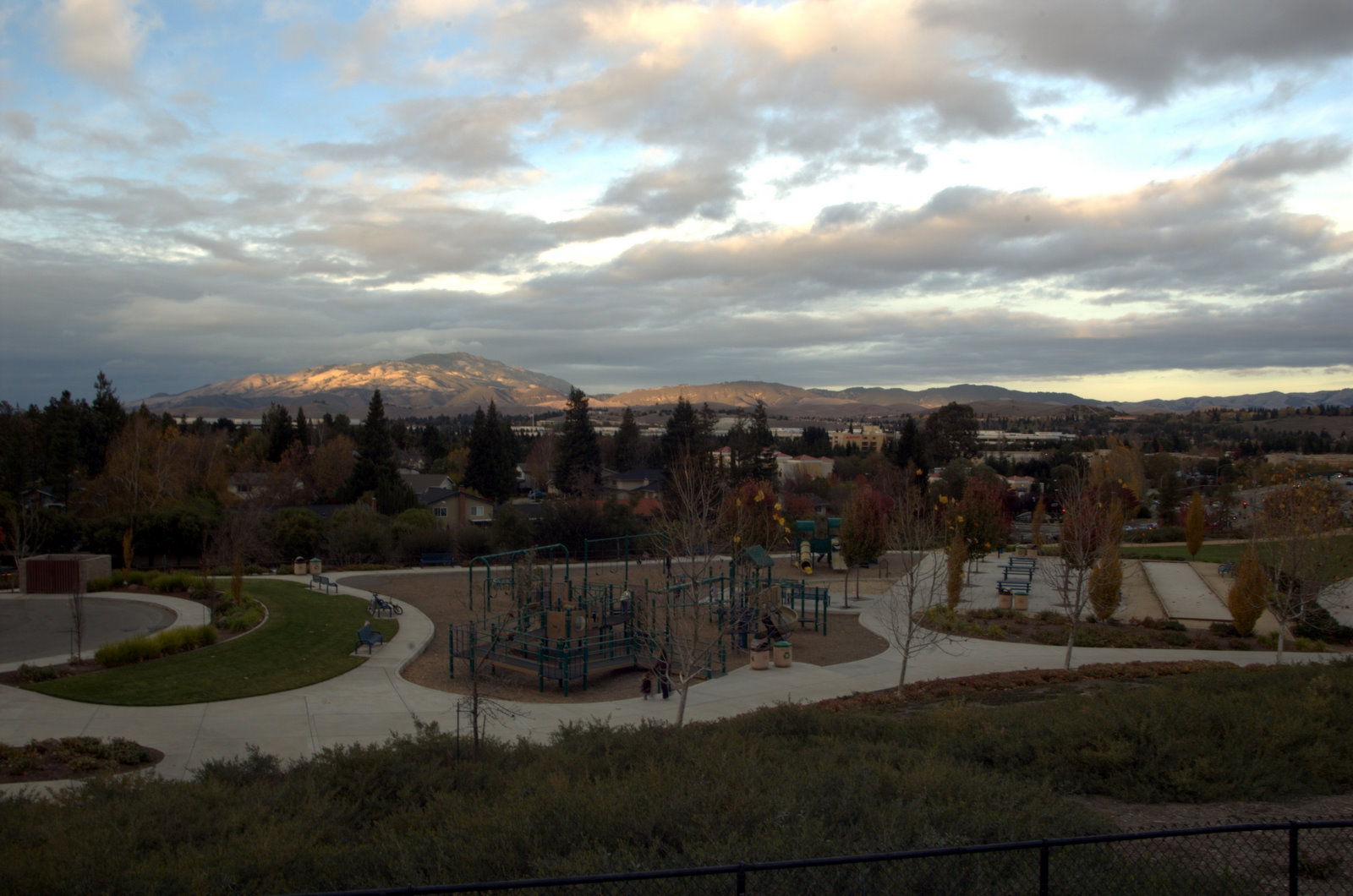
Панорама Сан-Рамона